# Гаррісон (округ Сіу, Небраска)
Гаррісон (англ. Harrison) — селище (англ. village) в США, в окрузі Сіу штату Небраска. Населення — 239 осіб (2020).

## Географія
Гаррісон розташований за координатами 42°41′17″ пн. ш. 103°52′57″ зх. д. / 42.68806° пн. ш. 103.88250° зх. д. (42.688085, -103.882471).  За даними Бюро перепису населення США в 2010 році селище мало площу 0,79 км², уся площа — суходіл.

### Клімат
| Клімат : Гаррісон                            | Клімат : Гаррісон | Клімат : Гаррісон | Клімат : Гаррісон | Клімат : Гаррісон | Клімат : Гаррісон | Клімат : Гаррісон | Клімат : Гаррісон | Клімат : Гаррісон | Клімат : Гаррісон | Клімат : Гаррісон | Клімат : Гаррісон | Клімат : Гаррісон | Клімат : Гаррісон |
| Показник                                     | Січ.              | Лют.              | Бер.              | Квіт.             | Трав.             | Черв.             | Лип.              | Серп.             | Вер.              | Жовт.             | Лист.             | Груд.             | Рік               |
| Абсолютний максимум, °C                      | 18,3              | 20,6              | 26,1              | 30,0              | 36,7              | 39,4              | 41,7              | 38,9              | 37,8              | 31,7              | 24,4              | 22,8              | 41,7              |
| Середній максимум, °C                        | 0,8               | 3,1               | 7,0               | 12,8              | 18,4              | 24,6              | 29,8              | 28,9              | 23,2              | 16,0              | 7,3               | 2,3               | 14,5              |
| Середній мінімум, °C                         | −12,3             | −10,2             | −6,7              | −1,7              | 3,8               | 9,1               | 12,9              | 11,7              | 6,1               | −0,1              | −6,3              | −10,8             | −0,4              |
| Абсолютний мінімум, °C                       | −36,1             | −37,2             | −28,9             | −23,3             | −15               | −5                | 1,1               | 0,0               | −16,1             | −24,4             | −28,9             | −39,4             | −39,4             |
| Норма опадів, мм                             | 12                | 13                | 29                | 57                | 84                | 73                | 52                | 35                | 35                | 29                | 17                | 13                | 450               |
| -------------------------------------------- | ----------------- | ----------------- | ----------------- | ----------------- | ----------------- | ----------------- | ----------------- | ----------------- | ----------------- | ----------------- | ----------------- | ----------------- | ----------------- |
| Джерело: The Western Regional Climate Center |                   |                   |                   |                   |                   |                   |                   |                   |                   |                   |                   |                   |                   |

## Демографія
Згідно з переписом 2010 року, у селищі мешкала 251 особа в 134 домогосподарствах у складі 69 родин. Густота населення становила 317 осіб/км².  Було 186 помешкань (235/км²).
Расовий склад населення:
| - 98,4 % — білих |

До двох чи більше рас належало 1,6 %. Частка іспаномовних становила 1,6 % від усіх жителів.
За віковим діапазоном населення розподілялося таким чином: 19,5 % — особи молодші 18 років, 52,2 % — особи у віці 18—64 років, 28,3 % — особи у віці 65 років та старші. Медіана віку мешканця становила 50,7 року. На 100 осіб жіночої статі у селищі припадало 87,3 чоловіків;  на 100 жінок у віці від 18 років та старших — 83,6 чоловіків також старших 18 років.
Середній дохід на одне домашнє господарство  становив 43 987 доларів США (медіана — 35 156), а середній дохід на одну сім'ю — 62 962 долари (медіана — 61 750). Медіана доходів становила 31 818 доларів для чоловіків та 35 000 доларів для жінок. За межею бідності перебувало 14,6 % осіб, у тому числі 23,8 % дітей у віці до 18 років та 13,0 % осіб у віці 65 років та старших.
Цивільне працевлаштоване населення становило 120 осіб. Основні галузі зайнятості: освіта, охорона здоров'я та соціальна допомога — 27,5 %, роздрібна торгівля — 16,7 %, сільське господарство, лісництво, риболовля — 16,7 %.